# Gavião-de-flancos-ruivos
gavião-de-flancos-ruivos  (Accipiter castanilius) é uma espécie de ave de rapina da família Accipitridae. 
Pode ser encontrada nos seguintes países: Angola, Camarões, República Centro-Africana, República do Congo, República Democrática do Congo, Guiné Equatorial, Gabão, Nigéria e Uganda.